# 김단아 (농구 선수)
김단아(1997년 12월 25일 ~ )는 대한민국의 농구 선수이다. 한국여자프로농구(WKBL) 부천 하나원큐 소속으로 포지션은 포워드이다. 개명 전 이름은 김미연이다.

## 경력
2016년 10월에 열린 2016-2017 WKBL 신입선수 선발회에서 2라운드 6순위(전체 12순위)로 부천 하나원큐에 지명되었다. 프로 입단 후 퓨처스, 박신자컵, 3X3 트리플잼에 출전하며 꾸준히 경험을 쌓고 있다.
2021 트리플잼 1차 대회에서 2점슛 콘테스트 우승을 이끌었다. 2023-2024 시즌을 앞두고 '김미연'에서 '김단아'로 개명했다. 2023-2024 시즌은 부상으로 출전 기록이 없다.